# Burçin Tetik
Burçin Tetik (* 1985) ist eine türkische Schriftstellerin, Journalistin und Aktivistin.
Tetik schreibt hauptsächlich über Frauenrechte, LGBTQ, Sexismus und Unterdrückungskultur. Für ihre Werke hat sie mehrere Preise gewonnen, u. a. als erste Frau den Ersten Platz des Science-Fiction-Wettbewerbs des Türkiye Informatics Magazine.

## Leben
Nach ihrem Abschluss am österreichischen Gymnasium Sankt Georg in Istanbul studierte sie türkische und englische Literatur an der Boğaziçi-Universität. Nach Abschluss des Studiums zog sie 2010 nach Berlin und absolvierte einen Masterabschluss in Anglistik an der Freien Universität Berlin. In ihrer Dissertation mit dem Titel „Speaking Silences“ untersuchte sie literarische Reflexionen der Traumata von Frauen, die den Völkermord an den Armeniern überlebt haben.
Von 2018 bis 2019 arbeitete Tetik für die taz.gazete, eine zweisprachige Plattform der Tageszeitung und seit 2019 ist sie Redakteurin bei +90, einem türkischsprachigen YouTube-Kanal der Deutschen Welle. Sie behandelt dort insbesondere Belange von Frauen und queeren Menschen.
2023 erhielt Burçin Tetik das Arbeitsstipendium für Literatur in nichtdeutscher Sprache der Stadt Berlin.

## Werk
Tetik schreibt literarische Kurzgeschichten und veröffentlicht Artikel auf Türkisch, Deutsch und Englisch in Medien wie 5harfliler, Deli Kadın, Evrensel und Bianet und der taz.
Tetiks Kurzgeschichten drehen sich insbesondere um die Themen Frauenrechte und LGBTI+. Ihre Science-Fiction-Geschichte „Eşçip“, die sich mit der männerdominierten Familienstruktur beschäftigt, wurde beim Science-Fiction-Geschichtenwettbewerb des Türkiye Informatics Magazine 2015 mit dem ersten Platz ausgezeichnet. Mit ihrer Geschichte „Half Hour“ gewann sie einen Sonderpreis beim „13. Woman to Woman Story Competition“ (2018), der von Kaos GL organisiert wurde.
Ihr Kurzgeschichtenband Annemin Kaburgası wurde 2020 veröffentlicht. In den Geschichten des Buches behandelte sie Themen wie Sexualität, stereotype Werte, Elternfiguren und Einwanderung in einer sehr einfachen und direkten Sprache. Die englische Übersetzung My Mother's Rib von Özsu Riv ist auf der Shortlist von PEN Presents x International Booker Prize.
In Sehers Garten in der Zeitschrift Delfi geht es um eine Istanbuler Familiengeschichte und die Erinnerung der queeren Protagonistin an ihre Großmutter.

## Publikationen
- 2020: Annemin Kaburgası (Die Rippe meiner Mutter), Iletisim Yayinlari, Istanbul, ISBN 9789750530005.
- 2024: Sehers Garten. In: Fatma Aydemir, Hengameh Yaghoobifarah, Enrico Ippolito, Miryam Schellbach (Hrsg.): Delfi Magazin für neue Literatur (2), Claassen, ISBN 978-3-546-10092-2.